# 有明號列車
有明號是日本九州旅客鐵道（JR九州）所營運的特急列車，行駛於福冈县博多車站與熊本縣的熊本車站之間。

## 历史
有明號列車從1950年10月1日開始營運，最初是在博多與熊本之間的“準急行”列車。  从1965年10月1日起改为“急行”列車，運行區間扩展到岡山和熊本之间。  
从1967年10月1日起，有明號升级为特快列車，區間為門司港與西鹿兒島（現在的鹿兒島中央車站）。這時的有明號是經由鹿兒島本線，連結福岡縣、熊本縣、鹿兒島縣的優等列車。鹿兒島本線在1970年10月電氣化。
接著在1975年3月，山陽新幹線通車至博多，有明號作為鹿兒島本線的主要列車，時刻表也修改以方便旅客接駁新幹線。  
1992年7月的改點中，從西鹿兒島車站到發的列車改編為「燕」號，有明號改為北九州、福岡都會圈至熊本之間的旅客服務，在熊本市區改行豐肥本線，並增加小倉站的班車。  
九州新幹線於2004年新八代－鹿兒島中央之間開業後，鹿兒島本線開行「接力燕」號接駁新八代與博多區間，有明號則作為其輔助列車，班次縮減。  
九州新幹線於2011年3月12日開行後，有明號轉為通勤快車性質，班次與行駛區間進一步縮減。於2018年3月17日的時刻表修訂後，有明號被削減至只有每日一班、從大牟田站到博多站的車次。
2021年3月時刻表修訂後，特急「有明」廢除。

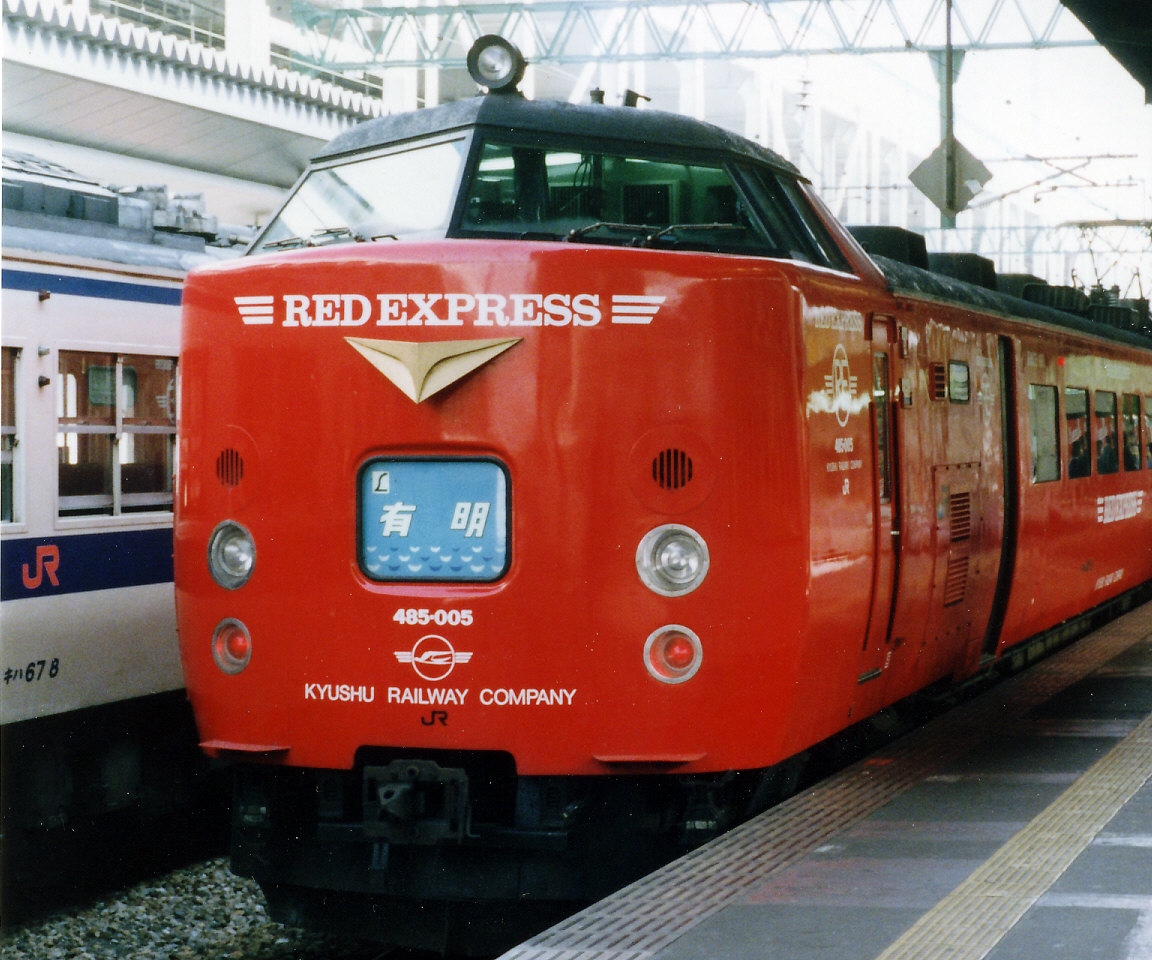
有明號，1991年，使用485系電聯車
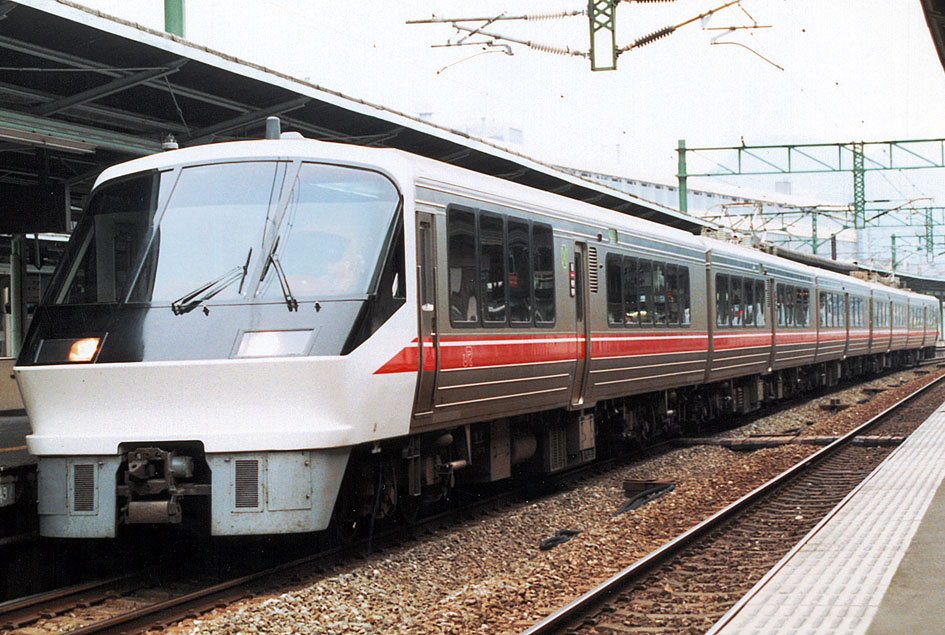
1990年左右行駛超級有明（Hyper Ariake）的783系電聯車